# Алвіс Альмендра
Алвіс Альбіно Альмендра Хіменес (ісп. Alvis Albino Almendra Jiménez; нар. 30 жовтня 1987) — панамський борець греко-римського стилю, бронзовий призер Панамериканського чемпіонату, срібний та бронзовий призер Панамериканських ігор, бронзовий призер Південноамериканських ігор, дворазовий чемпіон та бронзовий призер Центральноамериканських і Карибських ігор.

## Спортивні результати на міжнародних змаганнях

### Виступи на Чемпіонатах світу
| Змагання                        | Збірна | Вагова категорія                 | Місце |
| ------------------------------- | ------ | -------------------------------- | ----- |
| Чемпіонат світу з боротьби 2013 | Панама | греко-римська боротьба, до 74 кг | 32    |
| Чемпіонат світу з боротьби 2015 | Панама | греко-римська боротьба, до 75 кг | 31    |
| Чемпіонат світу з боротьби 2019 | Панама | греко-римська боротьба, до 87 кг | 32    |

### Виступи на Панамериканських чемпіонатах
| Змагання                                   | Збірна | Вагова категорія                 | Місце  |
| ------------------------------------------ | ------ | -------------------------------- | ------ |
| Панамериканський чемпіонат з боротьби 2011 | Панама | греко-римська боротьба, до 66 кг | 14     |
| Панамериканський чемпіонат з боротьби 2012 | Панама | греко-римська боротьба, до 74 кг | 5      |
| Панамериканський чемпіонат з боротьби 2013 | Панама | греко-римська боротьба, до 74 кг | 8      |
| Панамериканський чемпіонат з боротьби 2014 | Панама | вільна боротьба, до 74 кг        | 8      |
| Панамериканський чемпіонат з боротьби 2015 | Панама | греко-римська боротьба, до 75 кг | 7      |
| Панамериканський чемпіонат з боротьби 2015 | Панама | вільна боротьба, до 74 кг        | 7      |
| Панамериканський чемпіонат з боротьби 2016 | Панама | греко-римська боротьба, до 75 кг | Бронза |
| Панамериканський чемпіонат з боротьби 2017 | Панама | греко-римська боротьба, до 75 кг | 7      |
| Панамериканський чемпіонат з боротьби 2019 | Панама | греко-римська боротьба, до 87 кг | 14     |
| Панамериканський чемпіонат з боротьби 2022 | Панама | греко-римська боротьба, до 77 кг | 9      |
| Панамериканський чемпіонат з боротьби 2023 | Панама | греко-римська боротьба, до 77 кг | 11     |
| Панамериканський чемпіонат з боротьби 2024 | Панама | греко-римська боротьба, до 77 кг | 9      |

### Виступи на Панамериканських іграх
| Змагання                  | Збірна | Вагова категорія                 | Місце  |
| ------------------------- | ------ | -------------------------------- | ------ |
| Панамериканські ігри 2015 | Панама | греко-римська боротьба, до 75 кг | Срібло |
| Панамериканські ігри 2019 | Панама | греко-римська боротьба, до 87 кг | Бронза |

### Виступи на Кубках світу
| Змагання                    | Збірна | Вагова категорія                 | Місце |
| --------------------------- | ------ | -------------------------------- | ----- |
| Кубок світу з боротьби 2020 | Панама | греко-римська боротьба, до 82 кг | 17    |

### Виступи на Чемпіонатах Південної Америки
| Змагання                                    | Збірна | Вагова категорія                 | Місце |
| ------------------------------------------- | ------ | -------------------------------- | ----- |
| Чемпіонат Південної Америки з боротьби 2012 | Панама | греко-римська боротьба, до 74 кг | 5     |

### Виступи на Південноамериканських іграх
| Змагання                       | Збірна | Вагова категорія                 | Місце  |
| ------------------------------ | ------ | -------------------------------- | ------ |
| Південноамериканські ігри 2018 | Панама | вільна боротьба, до 86 кг        | 8      |
| Південноамериканські ігри 2018 | Панама | греко-римська боротьба, до 87 кг | Бронза |

### Виступи на Центральноамериканських і Карибських чемпіонатах
| Змагання                                                       | Збірна | Вагова категорія                 | Місце |
| -------------------------------------------------------------- | ------ | -------------------------------- | ----- |
| Центральноамериканський і Карибський чемпіонат з боротьби 2018 | Панама | греко-римська боротьба, до 77 кг | 8     |

### Виступи на Центральноамериканських і Карибських іграх
| Змагання                                                | Збірна | Вагова категорія                 | Місце  |
| ------------------------------------------------------- | ------ | -------------------------------- | ------ |
| Центральноамериканські і Карибські ігри 2013            | Панама | греко-римська боротьба, до 74 кг | Золото |
| Центральноамериканські і Карибські ігри 2014 (Сан-Хуан) | Панама | вільна боротьба, до 74 кг        | 7      |
| Центральноамериканські і Карибські ігри 2014 (Сан-Хуан) | Панама | греко-римська боротьба, до 75 кг | 9      |
| Центральноамериканські і Карибські ігри 2014 (Веракрус) | Панама | вільна боротьба, до 74 кг        | 8      |
| Центральноамериканські і Карибські ігри 2017            | Панама | греко-римська боротьба, до 75 кг | Золото |
| Центральноамериканські і Карибські ігри 2023            | Панама | греко-римська боротьба, до 77 кг | Бронза |

### Виступи на Боліваріанських іграх
| Змагання                 | Збірна | Вагова категорія                 | Місце |
| ------------------------ | ------ | -------------------------------- | ----- |
| Боліваріанські ігри 2013 | Панама | вільна боротьба, до 84 кг        | 7     |
| Боліваріанські ігри 2013 | Панама | греко-римська боротьба, до 74 кг | 5     |
| Боліваріанські ігри 2022 | Панама | греко-римська боротьба, до 77 кг | 5     |

### Виступи на інших змаганнях
| Змагання                                                               | Збірна | Вагова категорія                 | Місце |
| ---------------------------------------------------------------------- | ------ | -------------------------------- | ----- |
| Олімпійський кваліфікаційний турнір з боротьби 2012 (Кіссіммі-Орландо) | Панама | греко-римська боротьба, до 74 кг | 5     |
| Cerro Pelado International 2013                                        | Панама | греко-римська боротьба, до 74 кг | 7     |
| Олімпійський кваліфікаційний турнір з боротьби 2016 (Фріско)           | Панама | греко-римська боротьба, до 75 кг | 12    |
| Золотий Гран-прі з боротьби 2016                                       | Панама | греко-римська боротьба, до 75 кг | 13    |
| Турнір Дана Колова — Николи Петрова 2021                               | Панама | греко-римська боротьба, до 87 кг | 11    |
| Олімпійський кваліфікаційний турнір з боротьби 2020 (Софія)            | Панама | греко-римська боротьба, до 87 кг | 24    |
| Олімпійський кваліфікаційний турнір з боротьби 2024 (Акапулько)        | Панама | греко-римська боротьба, до 77 кг | 9     |